# Ернст Ставро Блофельд
Ернст Ставро Блофельд — один з персонажів-злочинців з серії книг і фільмів про Джеймса Бонда. Блофельд — глава терористичної організації СПЕКТР і один з основних ворогів секретного агента британської спецслужби «МІ-6» Джеймса Бонда.
У фільмах (але не книгах) Блофельд зазвичай з'являється в супроводі білого ангорського кота. Перший час в цих фільмах було прийнято не показувати його обличчя, а тільки великий план його рук, що погладжують кота. Однак у фільмі «Живеш тільки двічі» і наступних ця «традиція» була порушена.
Блофельд з'являвся в шести «офіційних» фільмах про Джеймса Бонда, а також у фільмі «Ніколи не кажи „ніколи“» — рімейку «Кульової блискавки».
У фільмі «007: Спектр» сказано, що справжнє ім'я Блофельда — Франц Оберхаузер.

## Біографія
Ернст Ставро Блофельд народився 28 травня 1908 року в Гданську (Польща). Його батьком був поляк, а матір'ю — гречанка. Блофельд відвідував Варшавський університет, де вивчав економіку і політичну історію. Пізніше він вступив до Варшавського технологічного інституту, де спеціалізувався на техніці та радіоелектроніці. Роки Другої світової війни він провів у Туреччині, де працював на радіо і заснував розвідувальну організацію.
Незважаючи на те, що Блофельд готовий вбити мільйони людей для досягнення своїх цілей, у нього є певна професійна педантичність. Наприклад, в книзі «Кульова блискавка» під час звичайного викрадення дівчинки з метою викупу він дізнався, що один з агентів приставав до неї. В результаті агент був убитий в покарання, а дівчинка була повернута батькові разом з половиною викупу. Блофельд зробив це не з моральних міркувань, а як доказ того, що «СПЕКТР» тримає слово перед тими, з ким «веде справи».
| Книги                             | Рік  | Фільми                                | Рік  |
| --------------------------------- | ---- | ------------------------------------- | ---- |
| Кулькова блискавка                | 1961 | З Росії з любов'ю                     | 1963 |
| На секретній службі Її Величності | 1963 | Кулькова блискавка                    | 1965 |
| Живеш тільки двічі                | 1964 | Живеш тільки двічі                    | 1967 |
|                                   |      | На секретній службі Її Величності     | 1969 |
|                                   |      | Діаманти залишаються назавжди         | 1971 |
|                                   |      | Тільки для ваших очей                 | 1981 |
|                                   |      | Ніколи не кажи «ніколи» (неофіційний) | 1983 |
|                                   |      | 007: Спектр                           | 2015 |

## Фільми
У серії фільмів про Бонда Блофельд вперше з'явився в «З Росії з любов'ю», де його роль зовсім незначна. Після відсутності в одному фільмі він знову з'являється в «Кульовий блискавці», знову в маленькій ролі. У «Живеш тільки двічі» він вже головний лиходій, як і в «На секретній службі Її Величності», де його роль майже дослівно відповідає книжкової. Він знову повертається у фільмі «Діаманти залишаються назавжди», цього разу незалежно від «S.P.E.C.T.R.E». Останній епізод з його участю — вступна (ще перед вступними титрами) сцена в серії «Тільки для ваших очей», де він, нарешті, стає жертвою справедливої відплати за вбивство дружини Бонда. Через проблеми з авторськими правами ім'я Блофельда жодного разу не згадується в цьому фільмі, ні в тексті, ні в титрах. Все, що вказує, що людина в інвалідному кріслі — Блофельд дійсно, — це присутність ангорського кота, лиса голова і «відроджений» прийом перших фільмів: особи власника кота не видно.
Зовнішній вигляд і особливості характеру Блофельда в фільмах сильно змінюються через постійну зміну акторів. Наприклад, в серіях «На секретній службі Її Величності» і «Діаманти залишаються назавжди» Блофельд не має шраму на обличчі, а в першій з них також з'ясовується, що Блофельд видалив себе мочки вух, але вони благополучно повертаються на місце в фильмі «Діаманти залишаються назавжди», разом з цілою копицею волосся. Втім, це відповідає опису з книг Флемінга, де Блофельд постійно змінює поведінку і зовнішній вигляд, щоб сховатися від Бонда.
У фільмі «007: Спектр» було зазначено, що коли батьки Джеймса Бонда померли, юного Джеймса прихистив батько Ернста Блофельда (справжнє ім'я Франц Оберхаузер), батько Франца просив його вважати своїм молодшим братом. Батько Франца дуже любив Джеймса, як рідного сина, і приділяв йому велику увагу. Франц вбив свого батька і інсценував свою смерть, після чого він змінив ім'я на Ернст Ставро Блофельд. В кінці фільму «007: Спектр» Бонд відмовляється вбивати Блофельда і замість цього Блофельд був заарештований.